# 백은정
백금은 대한민국의 텔레비전 드라마 작가이다. 

## 드라마
- 2019년 ~ 2020년 KBS1 저녁 일일연속극 《꽃길만 걸어요》 ... 50회 ~ 123회 집필 / 공동집필
- 2023년 KBS1 저녁 일일연속극 《금이야, 옥이야》 ... 공동집필